# Dehqonobod (Provinz Qashqadaryo)
Dehqonobod ist ein Bezirk in Usbekistans südlicher Viloyat Qashqadaryo. Hauptort des Bezirks ist Karashina.

## Lage
Der Bezirk befindet sich im Südosten Usbekistans. Im Osten befindet sich in circa 100 Kilometer Entfernung die Grenze zu Tadschikistan, im Süden schließt sich Turkmenistan an und in südöstlicher Richtung erreicht man Afghanistan. Geographisch ist der Bezirk von den westlichen Ausläufern des Alaigebirges geprägt. Das Hochgebirge fällt hier in Richtung des Tieflands von Turan ab, sodass Dehqonobod nur noch auf circa 500 Metern Höhe liegt.

## Verkehr
Dehqonobod liegt an der bedeutenden Fernstraße M39, die von Termiz im Südosten an der Grenze zu Afghanistan in die usbekische Hauptstadt Taschkent führt.

## Bevölkerung
Im Jahr 2000 betrug die Bevölkerung des Bezirks 70.648 Menschen. Damit zählt Dehqonobod zu den weniger bevölkerten Bezirken der Viloyat Qashqadaryo. Circa zwei Drittel der Bevölkerung sind Usbeken, knapp ein Drittel Tadschiken. Zudem gibt es kleinere Minderheiten von Turkmenen, Russen und Tataren.